# Troy Gooch
Troy Arthur Gooch (* 3. Oktober 2000) ist ein US-amerikanischer Volleyballspieler.

## Karriere
Gooch begann seine Karriere an der Canisius High School. Von 2019 bis 2022 studierte er an der Purdue University und spielte in der Universitätsmannschaft Mastodons. Anschließend setzte der Libero sein Studium an der University of California, Los Angeles fort und gewann mit den Bruins 2023 die NCAA-Meisterschaft. Nach seinem Studium wechselte Gooch zum finnischen Verein Hurrikaani Loimaa. Mit dem Verein wurde Gooch 2024 finnischer Meister. 2025 wurde er vom deutschen Bundesligisten SWD Powervolleys Düren verpflichtet.